# James 3½ HP-modellen
De James 3½ HP-modellen vormen een serie motorfietsen die het Britse merk James produceerde van 1911 tot 1928. 

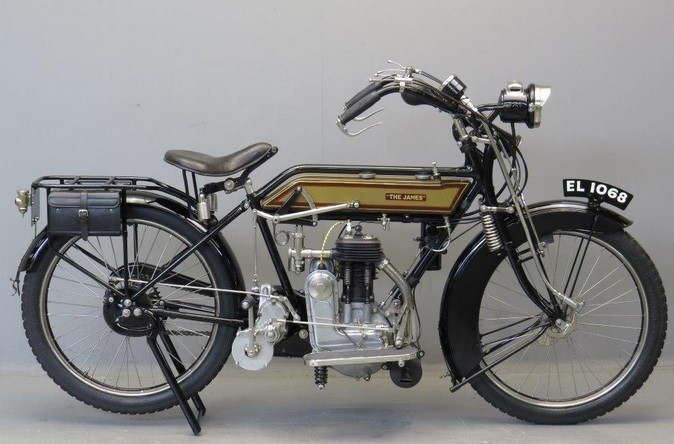
James Model 6 3½ HP uit 1913

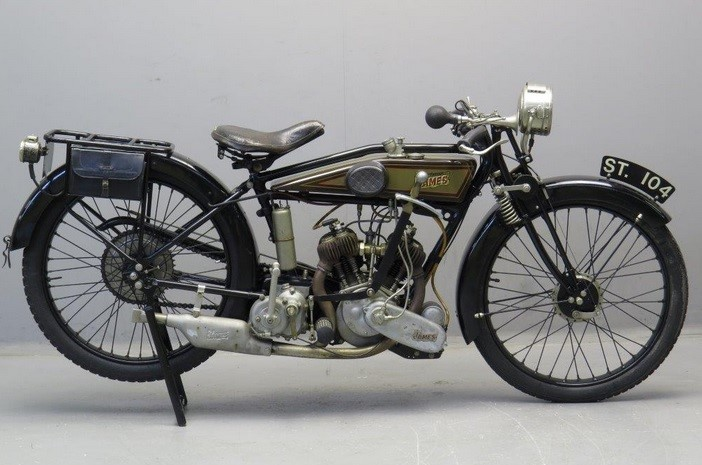
James Model 12 3½ HP uit 1926

## Voorgeschiedenis
Rijwielfabrikant James had tussen 1902 en 1904 al op bescheiden schaal motorfietsen geproduceerd, de modellen A en B en het Model T. Daarna was men gestopt met de productie van motorfietsen, tot men in 1908 het patent voor een bijzonder model van de uitvinder P.L. Renouf aangeboden kreeg. James ontwikkelde er zelf een kopklepmotor voor en zo ontstond het James Safety Model, dat van 1909 tot 1911 in productie bleef. 

## 3½ HP-modellen
In de eerste jaren was de Britse industrie nog niet in staat geweest zelf betrouwbare motoren te maken (de eerste James-modellen hadden inbouwmotoren van Minerva en FN), maar vanaf 1904 begon dat te veranderen en nadat James voor het Safety Model een zeer vooruitstrevende kopklepper in eigen beheer had weten te produceren, kwam de weg vrij om de motorfietsproductie uit te bouwen. 

### 3½ HP-aanduiding
De aanduiding "3½ HP" had betrekking op het fiscaal vermogen (Tax horsepower), waarbij belasting moest worden betaald op basis van de boring en het aantal cilinders. Dat verklaart ook waardoor zowel de eerste modellen, eencilinders uit 1911, dezelfde vermogensaanduiding hadden als de zeer sportieve en veel sterkere V-twins uit de jaren twintig, en ook de grote voorliefde voor motorfietsen met een lange slag, die immers in de berekening niet was meegenomen. In 1929 werd de aanduiding losgelaten. Toen moesten de frames aangepast worden aan de introductie van de zadeltanks en kregen alle modellen een letteraanduiding op basis van het productiejaar: A voor 1929, B voor 1930 enz. Het Model 7 Twin Solo 3½ HP werd zodoende opgevolgd door de modellen A1, A2 en A3.

### Modelnummering
Het begin van deze serie met het Model 3 had te maken met het feit dat in 1911 nog de laatste versies van het James Safety Model verkocht werden: Safety Model 1 en Safety Model 2. De in 1912 uitgebrachte machines kregen geen modelnummer, maar vanaf 1913 gebeurde dat met de komst van het Model 6 weer wel. In 1914 begon de telling gewoon weer bij het Model 1, omdat de oorspronkelijke modellen 1 t/m 5 niet meer in productie waren. Alleen bij het Model 6 kon er nog verwarring zijn, want behalve het 557cc-Model 6 3½ HP kwam er ook een 600cc-Model 6 4½ HP. 

### 1911: Model 3 3½ HP, Model 4 3½ HP en Model 5 Tourist Trophy 3½ HP
De modellen 3 en 4 uit 1911 hadden een zijklepmotor uit eigen productie. Ze waren vrijwel identiek gebouwd met een tamelijk lang frame, een Druids-schommelvoorvork, een flattank, velgrem op het voorwiel en belt rim brake op het achterwiel, een Bosch-ontstekingsmagneet, een Brown & Barlow-carburateur met bediening vanaf het stuur en een Lycett-zweefzadel. De aandrijving geschiedde door een riem rechtstreeks vanaf de krukas, maar het Model 3 had een variabele poelie waardoor twee overbrengingsverhoudingen konden worden gebruikt: een hoge gearing van 4:1 en een lage (wegrij-)gearing van 6:1. Het Model 4 had een ROC-tweeversnellingsbak en -koppeling. Het Model 3 werd aangeboden voor 43 pond, de prijs voor het Model 4 is niet bekend. Door de plaatsing van de (tandwielaangedreven) Bosch-magneet achter de cilinder (gebruikelijk was liggend vóór de cilinder) kon het motorblok erg compact gebouwd worden. Het Model 5 Tourist Trophy was het sportmodel, maar was motorisch niet anders dan de modellen 3 en 4. James zette dan ook geen machines in in de Tourist Trophy, dat gebeurde pas in 1914. Het sportieve zat hem in de bovenste framebuis, die onder het zadel schuin naar beneden liep, waardoor het zadel wat lager stond. Dat speciale frame maakte het Model 5 wel duurder, het kostte 48 pond. 

### 1912-1913: Free Engine Model 3½ HP, Standard Model 3½ HP, Two Speed Model 3½ HP, Three Speed Model 3½ HP, TT Model 3½ HP en Sidecar Model 3½ HP
Van deze modellen is slechts weinig bekend, met name van de verschillen tussen de modellen Free Engine en Standard. Technisch kwamen ze grotendeels overeen met de modellen uit 1911, maar de motoren waren in elk geval gewijzigd en toonden voor het eerst de "dennenappel"-koelribben die jarenlang het kenmerk van de James-motorfietsen zouden blijven. Het Two Speed Model had een Villiers-tweeversnellingsbak en volledige (primaire- en secundaire) kettingaandrijving met een dummy belt rim brake, het Three Speed Model had een Sturmey-Archer-drieversnellingsnaaf en riemaandrijving. Het Sidecar Model werd als complete zijspancombinatie geleverd, met een Canoelet-zijspan van Mead & Deakin die eveneens in Birmingham gevestigd waren. Het Conoelet-zijspan onderscheidde zich door een opvouwbaar bagageplatform aan de achterkant. De motor kwam van het Two Speed Model, met kettingaandrijving, twee versnellingen en dummy belt rim brake. Het Model TT was identiek aan het Model Standard, maar miste - om gewicht te sparen - de aanfietsketting en de pedalen en moest dus worden aangeduwd. 

### 1913: Model 6 3½ HP
In 1913 verscheen het Model 6 3½ HP met dezelfde motor als de vorige modellen, maar opgebouwd als het Two Speed Model, met volledigde kettingaandrijving, maar met een eigen James-drieversnellingsbak en een kickstarter. Zo leverde James in 1913 niet minder dan zes 3½ HP-modellen. Enigszins verwarrend is de verschijning in 1914 van een 600cc-model met dezelfde aanduiding, het James Model 6 4½ HP.

### 1914: Model 1 3½ HP, Model 2 3½ HP, Model 3 3½ HP en Model 4 3½ HP
In 1914 kregen alle typen een Modelaanduiding. Ze werden allemaal geleverd met naar keuze een Brown & Barlow of een Amac-carburateur, riemaandrijving en (met uitzondering van het Model 3) aanfietsketting, tandwielen en pedalen. Het Model 1 had een variabele poelie met een overbrenging van 4:1 of 6:1. Het Model 2 was het eenvoudigst, zonder versnellingen maar met een vrijloopnaaf. Het Model 3 had een "Tourist Trophy Hub", wat waarschijnlijk inhoudt dat het als sportmodel de aanfietsinrichting moest ontberen. Het Model 4 had een Sturmey-Archer drieversnellingsnaaf in het achterwiel. Na dit jaar verdwenen de 557cc-eencilinders en werden er uitsluitend nog 500cc-V-twins geproduceerd.

### 1914-1922: Model 7 Twin Solo 3½ HP en Model 7a Tourist Trophy
In 1914 verscheen het Model 7 Twin Solo, met een eigen James 50° V-twin. De machine was bedoeld als sportmotor, maar had in tegenstelling tot haar voorgangers (de TT-modellen) volledige kettingaandrijving en een voetgeschakelde drieversnellingsbak. Klanten konden kiezen uit carburateurs van Brown & Barlow, Amac of Senspray. De Twin Solo had een Lycett-panzadel, treeplanken en een kickstarter. De machine bleef tot 1922 in productie, die in 1916 op last van het War Department moest worden onderbroken om materiaal (staal en rubber) te sparen voor de oorlogsproductie. James leverde in die periode wel machines aan de Belgische, Franse en Russische troepen. 
Er was ook een Model 7a Tourist Trophy, waarover niets bekend is. Wel namen er in 1914 voor het eerst James-motorfietsen deel aan de Tourist Trophy van Man, maar met weinig succes: T. Pollock werd zeventiende in de (500cc) Senior TT, net geen half uur achter winnaar Cyril Pullin met een Rudge. Dat moet met een Model 7a Tourist Trophy geweest zijn, want de andere James-modellen hadden een te grote cilinderinhoud. De naam "Solo" duidt er mogelijk op dat de machine niet geschikt werd geacht als zijspantrekker, die functie was bekleed door het Sidecar Model, maar werd overgenomen door het 600cc-Model 5 4½ HP.

### 1923-1928: Model 12 3½ HP
In 1923 werd het Model 7 pas opgevolgd door het Model 12. Technisch was er niet veel gewijzigd: de tank was groter (9 liter) en bevatte ook een groter smeeroliecompartiment (2,3 liter in plaats van 1,1 liter). De machine kreeg aanvankelijk een bandrem in het achterwiel, maar latere versies hadden trommelremmen. Het sportieve uiterlijk werd versterkt door de toepassing van voetsteunen en een verstelbaar Brooklands drops-stuur. De bovenste framebuis liep aan de achterkant af om het sportzadel laag te kunnen plaatsen. Op het voorste kettingtandwiel zat een transmissiedemper. 

## Technische gegevens
| James 3½ HP            | Model 3                             | Model 4                             | Model 5 TT                          | Free Engine Model                   | Standard Model                      | Two Speed Model                           | Three Speed Model                         | Sidecar Model                                     |
| ---------------------- | ----------------------------------- | ----------------------------------- | ----------------------------------- | ----------------------------------- | ----------------------------------- | ----------------------------------------- | ----------------------------------------- | ------------------------------------------------- |
| Periode                | 1911                                | 1911                                | 1911                                | 1912-1913                           | 1912-1913                           | 1912-1913                                 | 1912-1913                                 | 1912-1913                                         |
| Categorie              | Toermodel                           | Toermodel                           | Sportmodel                          | Toermodel                           | Toermodel                           | Toermodel                                 | Toermodel                                 | Zijspancombinatie                                 |
| Motortype              | Zijklepmotor                        | Zijklepmotor                        | Zijklepmotor                        | Zijklepmotor                        | Zijklepmotor                        | Zijklepmotor                              | Zijklepmotor                              | Zijklepmotor                                      |
| Koeling                | Lucht                               | Lucht                               | Lucht                               | Lucht                               | Lucht                               | Lucht                                     | Lucht                                     | Lucht                                             |
| Bouwwijze              | Dwarsgeplaatste staande eencilinder | Dwarsgeplaatste staande eencilinder | Dwarsgeplaatste staande eencilinder | Dwarsgeplaatste staande eencilinder | Dwarsgeplaatste staande eencilinder | Dwarsgeplaatste staande eencilinder       | Dwarsgeplaatste staande eencilinder       | Dwarsgeplaatste staande eencilinder               |
| Boring                 | 86 mm                               | 86 mm                               | 86 mm                               | 86 mm                               | 86 mm                               | 86 mm                                     | 86 mm                                     | 86 mm                                             |
| Slag                   | 96 mm                               | 96 mm                               | 96 mm                               | 96 mm                               | 96 mm                               | 96 mm                                     | 96 mm                                     | 96 mm                                             |
| Cilinderinhoud         | 557,8 cc                            | 557,8 cc                            | 557,8 cc                            | 557,8 cc                            | 557,8 cc                            | 557,8 cc                                  | 557,8 cc                                  | 557,8 cc                                          |
| Carburateur(s)         | Brown & Barlow                      | Brown & Barlow                      | Brown & Barlow                      | Brown & Barlow                      | Brown & Barlow                      | Brown & Barlow                            | Brown & Barlow                            | Brown & Barlow                                    |
| Smeersysteem           | Total loss                          | Total loss                          | Total loss                          | Total loss                          | Total loss                          | Total loss                                | Total loss                                | Total loss                                        |
| Primaire aandrijving   | Geen                                | Geen                                | Geen                                | Geen                                | Geen                                | Ketting                                   | Geen                                      | Ketting                                           |
| Versnellingen          | Geen                                | 2                                   | Geen                                | Geen                                | Geen                                | 2                                         | 3                                         | 2                                                 |
| Secundaire aandrijving | Riem                                | Riem                                | Riem                                | Riem                                | Riem                                | Ketting                                   | Riem                                      | Ketting                                           |
| Rijwielgedeelte        | Enkel wiegframe                     | Enkel wiegframe                     | Enkel wiegframe                     | Enkel wiegframe                     | Enkel wiegframe                     | Enkel wiegframe                           | Enkel wiegframe                           | Enkel wiegframe                                   |
| Voorvork               | Druids schommelvoorvork             | Druids schommelvoorvork             | Druids schommelvoorvork             | Druids schommelvoorvork             | Druids schommelvoorvork             | Druids schommelvoorvork                   | Druids schommelvoorvork                   | Druids schommelvoorvork                           |
| Achtervork             | Star                                | Star                                | Star                                | Star                                | Star                                | Star                                      | Star                                      | Star                                              |
| Remmen                 | Velgrem voor, belt rim brake achter | Velgrem voor, belt rim brake achter | Velgrem voor, belt rim brake achter | Velgrem voor, belt rim brake achter | Velgrem voor, belt rim brake achter | Velgrem voor, dummy belt rim brake achter | Velgrem voor, belt rim brake achter       | Velgrem voor, dummy belt rim brake achter         |
| Tankinhoud             | 7 liter                             | 7 liter                             | 7 liter                             | Onbekend                            | Onbekend                            | Onbekend                                  | Onbekend                                  | Onbekend                                          |
| James 3½ HP            | TT Model                            | Model 6                             | Model 1                             | Model 2                             | Model 3                             | Model 4                                   | Model 7 Twin Solo                         | Model 12                                          |
| Periode                | 1912-1913                           | 1913                                | 1914                                | 1914                                | 1914                                | 1914                                      | 1915-1922                                 | 1923-1928                                         |
| Categorie              | Sportmodel                          | Toermodel                           | Toermodel                           | Toermodel                           | Sportmodel                          | Toermodel                                 | Sportmodel                                | Sportmodel                                        |
| Motortype              | Zijklepmotor                        | Zijklepmotor                        | Zijklepmotor                        | Zijklepmotor                        | Zijklepmotor                        | Zijklepmotor                              | Zijklepmotor                              | Zijklepmotor                                      |
| Koeling                | Lucht                               | Lucht                               | Lucht                               | Lucht                               | Lucht                               | Lucht                                     | Lucht                                     | Lucht                                             |
| Bouwwijze              | Dwarsgeplaatste staande eencilinder | Dwarsgeplaatste staande eencilinder | Dwarsgeplaatste staande eencilinder | Dwarsgeplaatste staande eencilinder | Dwarsgeplaatste staande eencilinder | Dwarsgeplaatste staande eencilinder       | Dwarsgeplaatste 50° V-twin                | Dwarsgeplaatste 50° V-twin                        |
| Boring                 | 86 mm                               | 86 mm                               | 86 mm                               | 86 mm                               | 86 mm                               | 86 mm                                     | 64 mm                                     | 64 mm                                             |
| Slag                   | 96 mm                               | 96 mm                               | 96 mm                               | 96 mm                               | 96 mm                               | 96 mm                                     | 77 mm                                     | 77 mm                                             |
| Cilinderinhoud         | 557,8 cc                            | 557,8 cc                            | 557,8 cc                            | 557,8 cc                            | 557,8 cc                            | 557,8 cc                                  | 495,4 cc                                  | 495,4 cc                                          |
| Carburateur(s)         | Brown & Barlow                      | Brown & Barlow                      | Brown & Barlow of AMAC (naar keuze) | Brown & Barlow of AMAC (naar keuze) | Brown & Barlow of AMAC (naar keuze) | Brown & Barlow of AMAC (naar keuze)       | Brown & Barlow, AMAC of Senspray          | Onbekend                                          |
| Smeersysteem           | Total loss                          | Total loss                          | Total loss                          | Total loss                          | Total loss                          | Total loss                                | Total loss                                | Total loss                                        |
| Primaire aandrijving   | Geen                                | Ketting                             | Geen                                | Geen                                | Geen                                | Geen                                      | Ketting                                   | Ketting                                           |
| Versnellingen          | Geen                                | 3                                   | 2                                   | Geen                                | Geen                                | 3                                         | 3                                         | 3                                                 |
| Secundaire aandrijving | Riem                                | Ketting                             | Riem                                | Riem                                | Riem                                | Riem                                      | Ketting                                   | Ketting                                           |
| Rijwielgedeelte        | Enkel wiegframe                     | Enkel wiegframe                     | Enkel wiegframe                     | Enkel wiegframe                     | Enkel wiegframe                     | Enkel wiegframe                           | Enkel wiegframe                           | Enkel wiegframe                                   |
| Voorvork               | Druids schommelvoorvork             | Druids schommelvoorvork             | Druids schommelvoorvork             | Druids schommelvoorvork             | Druids schommelvoorvork             | Druids schommelvoorvork                   | Druids schommelvoorvork                   | Druids schommelvoorvork                           |
| Achtervork             | Star                                | Star                                | Star                                | Star                                | Star                                | Star                                      | Star                                      | Star                                              |
| Remmen                 | Velgrem voor belt rim brake achter  | Velgrem voor, bandrem achter        | Velgrem voor, belt rim brake achter | Velgrem voor, belt rim brake achter | Velgrem voor, belt rim brake achter | Velgrem voor, belt rim brake achter       | Velgrem voor, dummy belt rim brake achter | Velgrem voor, bandrem achter, later trommelremmen |
| Tankinhoud             | Onbekend                            | Onbekend                            | 7 liter                             | 7 liter                             | 7 liter                             | 7 liter                                   | 7 liter                                   | 9 liter                                           |